# Pseudomyrmex viduus
Pseudomyrmex viduus är en myrart som först beskrevs av Smith 1858.  Pseudomyrmex viduus ingår i släktet Pseudomyrmex och familjen myror. Inga underarter finns listade i Catalogue of Life.